# Fliegende Volksbühne Frankfurt Rhein-Main

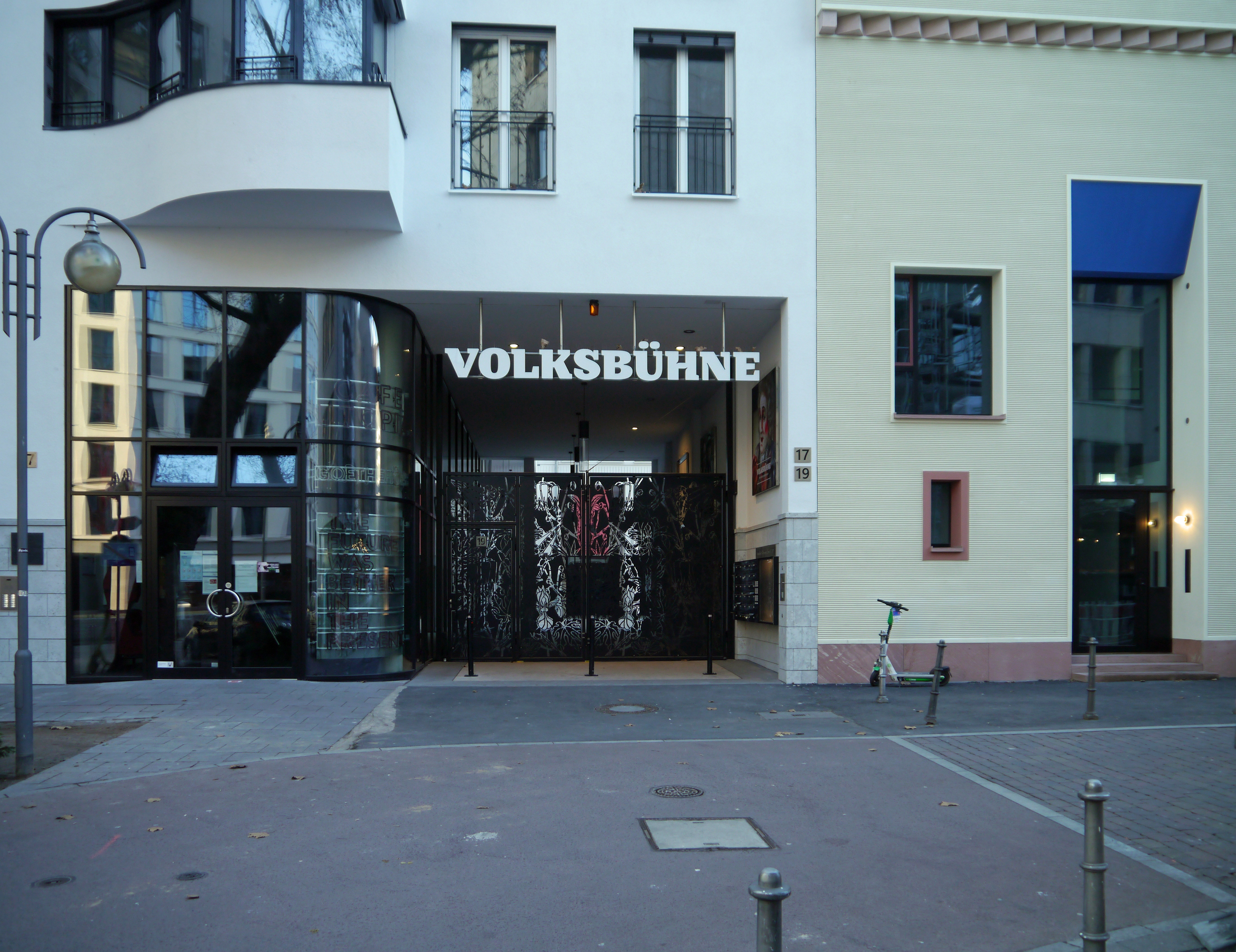
Seit 2021 der Zugang zur Volksbühne im Großen Hirschgraben

Die Fliegende Volksbühne Frankfurt Rhein-Main ist eine im November 2008 gegründete Mundartbühne in Frankfurt am Main. Träger ist ein eingetragener Verein, Direktor und künstlerischer Leiter ist Michael Quast. Zur Aufführung kommen Dramen, zeitgenössische Stücke, Rezitationen und andere Kleinkunst-Aufführungen in Frankfurter und Südhessischer Mundart.
Lange Zeit fanden die Aufführungen an wechselnden Orten statt. Von 2013 bis 2015 nutzte die Fliegende Volksbühne den Cantate-Saal im Großen Hirschgraben neben dem Goethe-Haus, der nach seiner Renovierung seit 2020 feste Spielstätte der Fliegenden Volksbühne ist. Von 1971 bis zu seiner Schließung Anfang 2013 spielte hier das Frankfurter Volkstheater.
Seit 2010 ist die Fliegende Volksbühne Träger des Theaterfestivals Barock am Main.